# تومي أودونيل
تومي أودونيل (بالإنجليزية: Tommy O'Donnell)‏ هو لاعب اتحاد الرغبي أيرلندي، ولد في 21 يونيو 1987 في Cahir ‏ في جمهورية أيرلندا.

## وصلات خارجية
- تومي أودونيل عل موقع إسبنسكروم (الإنجليزية)
- تومي أودونيل على موقع ItsRugby.co.uk (الإنجليزية)